# Webstrip

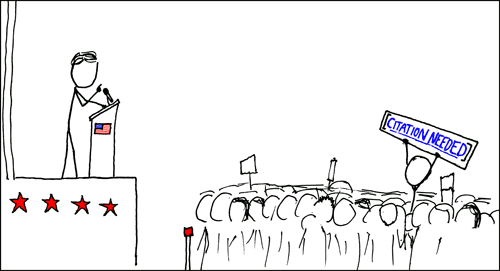
Webstrip 285 van de serie xkcd

Een webstrip, ook webcomic genoemd, is een strip die beschikbaar is op het internet. Veel webstrips zijn alleen maar online te bekijken, sommige bestaan ook in gedrukte vorm, maar hebben een blijvend bestaan op het web omwille van commerciële of artistieke redenen. Door de gemakkelijke toegang bestrijken webstrips het ganse gamma van klassieke strips tot stripromans en andere.
Sommige maken gebruik van extra mogelijkheden van het web, zoals hyperlinks, bewegende afbeeldingen of muziek. Ook het feit dat censuur bijna niet bestaat, wordt benut.
Tegenwoordig zijn er duizenden webstrips. De meerderheid is amateuristisch en van wisselend niveau, maar sommige hebben veel succes en worden zeer gewaardeerd.
De langste webstrip is momenteel Homestuck, met meer dan 8100 pagina's sinds het begin van de strip in april 2009.

## Geschiedenis
Een van de eerste online strips was T.H.E. Fox die werd gepubliceerd op CompuServe en Quantum Link in 1986, Where the Buffalo Roam op FTP en usenet in 1992, Netboy op het web in 1993, en Doctor Fun op het web in september 1993.
In 2003 ontstonden in Zuid-Korea de webtoons, die vooral bedoeld zijn om te lezen met een smartphone.

## Webstrips
Webstrips waarover een artikel op Wikipedia te vinden is, zijn:
- Bruno
- Bunbun
- Ctrl+Alt+Del
- Garfield Minus Garfield
- H.G. Wells' The War of the Worlds
- Loxie & Zoot
- Megatokyo
- One Punch Man
- Ozy and Millie
- PvP
- Simon's Cat
- xkcd